# Кунстхаус Брегенц
Кунстхаус Брегенц (нем. Kunsthaus Bregenz) — художественная галерея в Брегенце, столице федеральной земли Форарльберг (Австрия). Музей специализируется на показе временных международных выставок современного искусства. Здание галереи спроектировано известным швейцарским архитектором Петером Цумтором по распоряжению федеральной земли Форарльберг и возведено с 1990 по 1997 гг.